# Maximilian-II.-Joseph-Denkmal (Bad Kissingen)

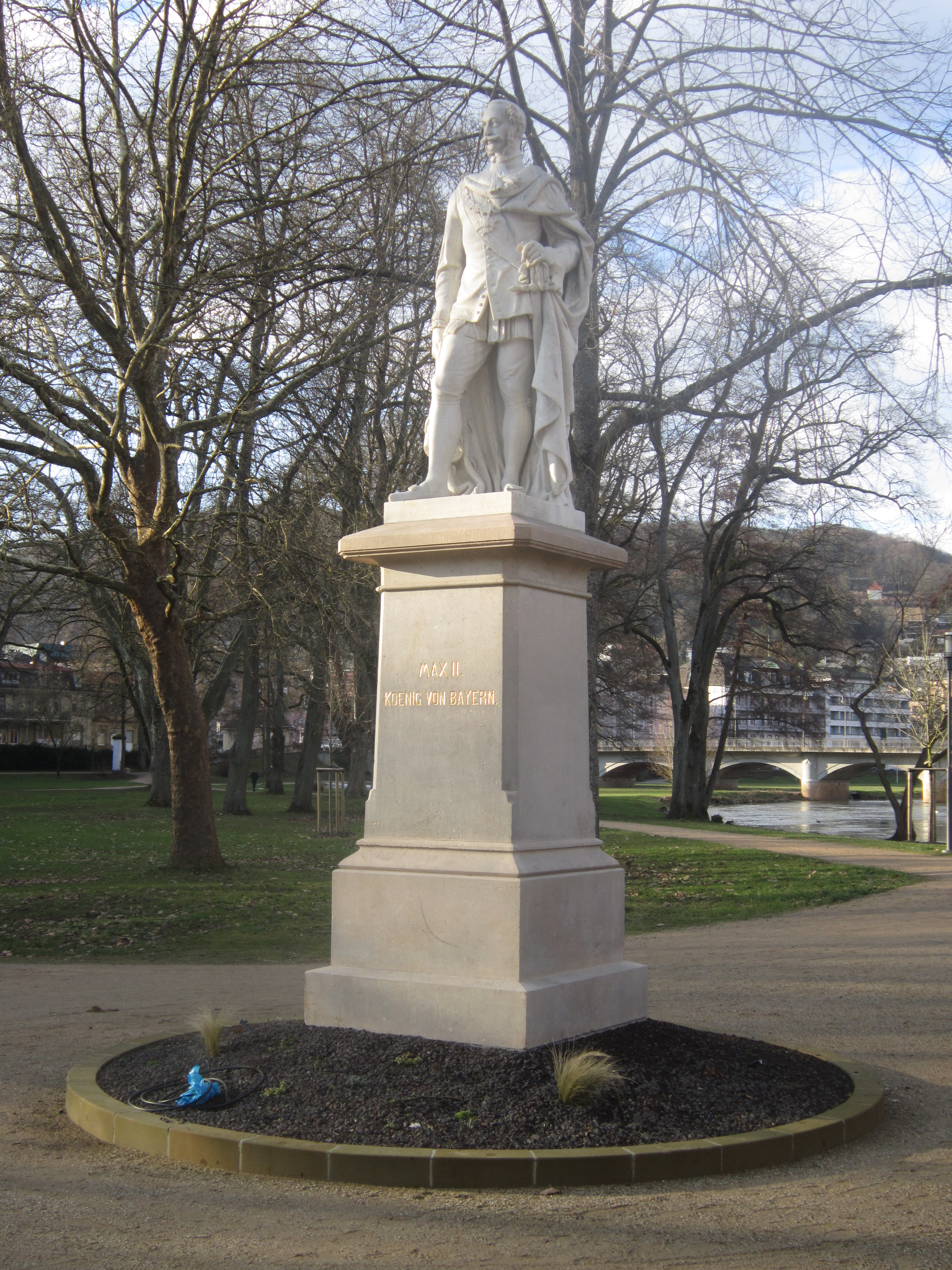
Das Maximilian-II.-Joseph-Denkmal in Bad Kissingen (2018)

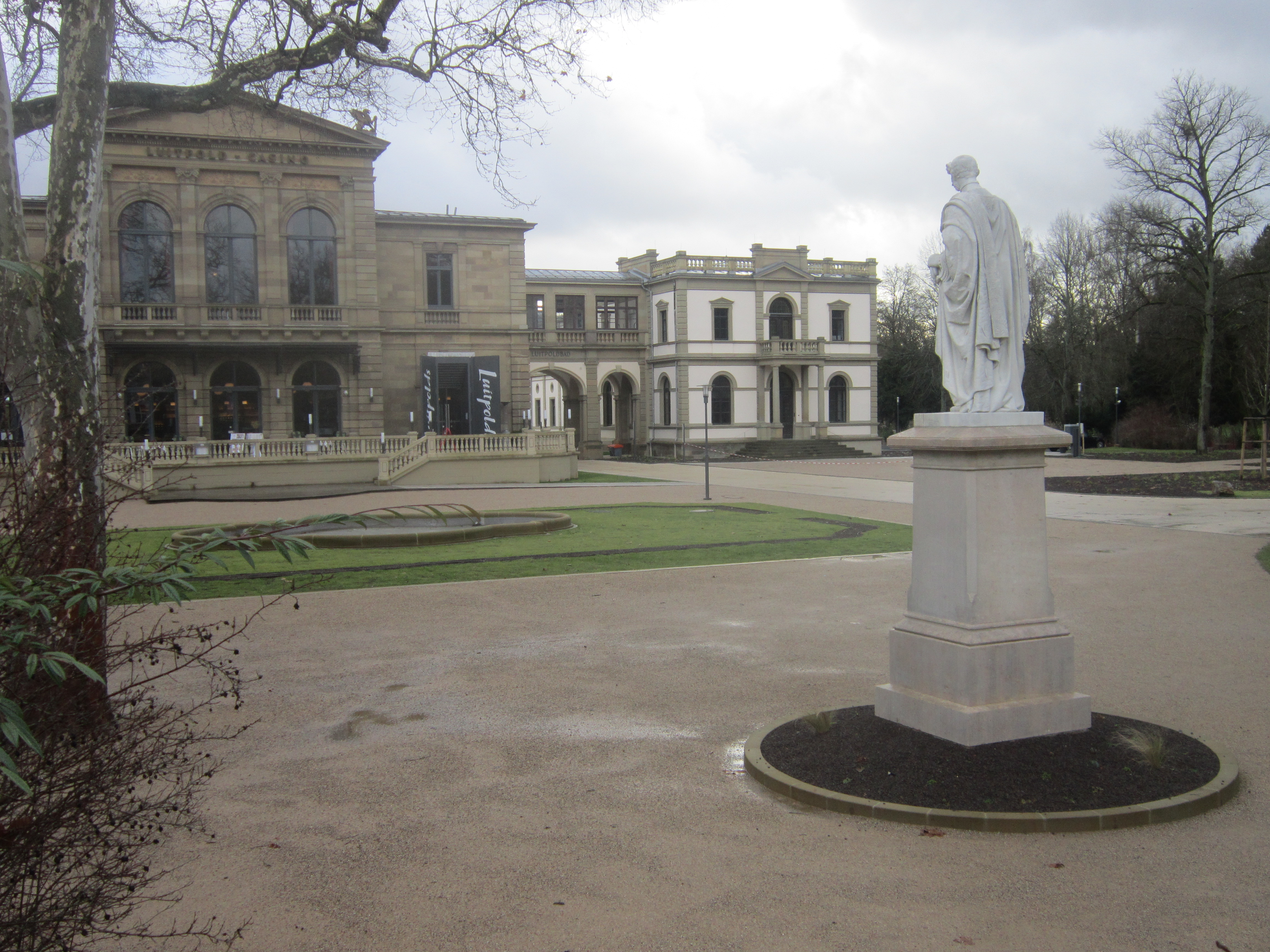
Das Denkmal mit Blick auf das Casino (2018)

Das Maximilian-II.-Joseph-Denkmal im Luitpoldpark von Bad Kissingen, der Großen Kreisstadt des unterfränkischen Landkreises Bad Kissingen stellt den bayerischen König Maximilian II. Joseph dar. Es gehört zu den Bad Kissinger Baudenkmälern und ist unter der Nummer D-6-72-114-23 in der Bayerischen Denkmalliste registriert.

## Geschichte

### Planung
Das von Bildhauer Michael Arnold geschaffene Denkmal wurde 1869 errichtet und befindet sich heute vor dem Casino des Bad Kissinger Luitpoldbads im Luitpoldpark. Das aus Marmor bestehende Denkmal steht auf einem Kalksteinsockel mit Inschrift.
Bereits 1863 hatte Arnold zwei Briefe an König Maximilian II. Joseph gerichtet und um die Schaffung eines Denkmals ersucht, doch blieben die Briefe unbeantwortet. Als der König am 10. März 1864 überraschend an einer Blutvergiftung starb, wurde ein Komitee für die Errichtung eines Denkmals gegründet, das zu diesem Zweck Spenden sammelte. Ein erster Entwurf Arnolds zeigt König Maximilian II. Joseph in zivil als Privatgelehrten, als welcher sich der König auch selber fühlte, doch wurde dieser Entwurf von der Münchner Ministerialbürokratie abgelehnt. Stattdessen entwarf Arnold das heutige Erscheinungsbild des Denkmals im „Costüm des Großmeisters des Hubertus-Ordens, umwallt vom königlichen Hermelinmantel“.
Die für Sommer 1866 geplante Aufstellung des Denkmals scheiterte jedoch am Ausbruch des Deutschen Krieges. Da während der Schlacht bei Kissingen auf Befehl eines preußischen Offiziers Arnolds Atelier verschont wurde, wurde wohl auch das wahrscheinlich bereits fertige Denkmal vor der Zerstörung bewahrt.

### Enthüllung
Wie die lokale Saale-Zeitung am 20. August 1869 berichtete, sollte das Denkmal am 25. August am Grand-Hotel Hailmann (Am Kurgarten 6, heute Haus Collard) enthüllt werden. Als Datum wurde hierbei bewusst der Geburtstag des bayerischen Königs Ludwig II., des Sohn von Maximilian II. Joseph, gewählt, da man hoffte, dass er der Enthüllung der Statue für seinen Vater beiwohnen würde. Aus diesem Grund wurde Arnold mit der Schaffung eines Triumphbogens beauftragt. Der Triumphbogen zeigte eine Huldgöttin, die ein Transparent mit dem Namenszug von König Ludwig II. sowie dem Datum 25. August 1869 in Händen hält. Arnold klebte eine von Hoffotograf Frisch aufgenommene Abbildung des Triumphbogens in sein Fotoalbum. Die Denkmalsenthüllung fand jedoch ohne König Ludwig II. statt, da dieser tags zuvor per Extrablatt seine Absage mitteilen ließ.
Die am Grand-Hotel Hailmann bereits befindliche, ebenfalls von Arnold geschaffene Hygieia-Skulpturengruppe wurde vor den späteren Standort der 1910/11 geschaffenen Wandelhalle versetzt.
Am 26. August berichtete die Saale-Zeitung von der Kurgartenbeleuchtung, die am Vorabend der Enthüllung stattfand, und von dem Eindruck, den der von Arnold geschaffene Triumphbogen machte. Der eigentliche Festakt begann am Morgen der Denkmalsenthüllung mit Böllerschüssen während der Tagreveille um 6:00 Uhr früh. Nach der Enthüllung des Denkmals durch Landrichter Debon wurde es vom Würzburger Bischof Georg Anton von Stahl gesegnet. König Ludwig II. bedankte sich mit Schreiben vom 26. August 1869 für die Errichtung des Denkmals. Die Denkmalsenthüllung fand eine umfangreiche Berichterstattung in der Leipziger „Illustrirten Zeitung“.

### Versetzung vor das Casino
Im Jahr 1912 wurde das Denkmal auf Veranlassung der Münchner Ministerialbürokratie und des Architekten Max Littmann sowie mit Genehmigung von Prinzregent Ludwig III., Neffe von Maximilian II. Joseph, an seinen heutigen Standort vor dem Casino versetzt. Mit Schreiben vom 1. Juli 1912 legte Rechtsanwalt Buhlheller im Auftrag von Fräulein Mathilde Collard des Hauses Collard (Am Kurgarten 6) Einspruch gegen die Versetzung des Denkmals ein. Sie argumentierte, dass die Hygieia-Figurengruppe einst aus Gründen der Verkehrsberuhigung errichtet worden war, und befürchtete ein erhöhtes Verkehrsaufkommen, wenn jetzt auch noch das Denkmal von König Maximilian II. Joseph entfernt werden würde. Die Regierung von Unterfranken folgte mit Schreiben vom 2. Oktober 1912 dem Argument der Verkehrsberuhigung, wollte sich aber gegenüber Frau Collard nicht verpflichten. Mit Schreiben vom 11. März 1913 wurde die Versetzung des Denkmals genehmigt. Warum König Ludwig III. als Nachfahre von König Maximilian II. Joseph keine Einwände gegen die Versetzung erhob, ist unbekannt. Wie Stadt- und Kreisheimatpfleger Werner Eberth vermutet, konnte sich Ludwig III. nicht gegen die Ministerialbürokratie und den Stararchitekten Littmann durchsetzen. Das Denkmal wurde vor das Casino mit dem Rücken zu diesem aufgestellt.
Im Zusammenhang mit dem Umbau des Luitpoldbads im Jahr 2017 wurde das Denkmal um 25 Meter vom Casino wegversetzt und dabei um 180 Grad gedreht, so dass es jetzt mit Blick Richtung Casino aufgestellt ist.